# Wake Wood
 Wake Wood  ist ein irisch-britischer Horrorfilm aus dem Jahr 2011. Unter der Regie von David Keating spielen Aidan Gillen, Eva Birthistle und Timothy Spall die Hauptrollen.

## Handlung
An ihrem neunten Geburtstag wird die kleine Alice von einem Schäferhund getötet. Um den Verlust zu verarbeiten, ziehen ihre Eltern, die Apothekerin Louise und der Tierarzt Patrick, in den kleinen irischen Ort Wake Wood. Dort eröffnet ihnen der Bürgermeister des Ortes, Arthur, dass es eine Möglichkeit gäbe, Alice für drei Tage wieder zum Leben zu erwecken. Hierfür brauchte es eines Stücks von Alice, z. B. ein Haar, und eines frischen Leichnams. Weiterhin müssten Patrick und Louise in Wake Wood wohnen bleiben und dürften mit der auferstandenen Alice den Ort keinesfalls verlassen. Alice dürfe höchstens seit einem Jahr tot sein.
Als Martin O’Shea bei einem Unfall in seinem Kuhstall stirbt, können Patrick, Louise und Arthur dessen Witwe überreden, den Leichnam für das Ritual zur Verfügung zu stellen. Alice wird wieder zum Leben erweckt und scheint zunächst ein ganz normales Kind zu sein. Glücklich über Alices Rückkehr zeugen Patrick und Louise ein Kind. Martins Witwe Peggy, die nur widerwillig zustimmte, ist gegenüber der wieder zum Leben erweckten Alice von Beginn an misstrauisch. Sie ist der Überzeugung, dass bei dem Ritual etwas Ungewöhnliches vorgefallen sei. Auf ihre Warnung hin fordern die Dorfbewohner am Ende des zweiten Tages, dass Patrick und Louise das Kind wieder herausgeben sollten. Glücklich, ihr Kind wieder zu haben, bestehen die beiden jedoch auf dem dritten Tag.
Am Beginn des dritten und letzten Tages findet Patrick den Kadaver eines Hundes im Garten und wird in Bezug auf Alice misstrauisch. Diese hat derweil das Haus der Eltern verlassen und tötet mehrere Tiere und Dorfbewohner vor den Augen von Louise. Diese lockt daraufhin Alice aus Wake Wood heraus, wo diese hinter der Ortsgrenze leblos und mit den bei ihrem Tode vorhandenen Verletzungen zusammenbricht. Louise bringt die leblose Alice zu den Dorfbewohnern und begräbt sie vor deren Augen im Wald. Als die Situation beendet erscheint, wird Louise von Alice in den Untergrund gezogen. Einige Monate später erweckt Patrick die nun hochschwangere Louise zum Leben. Bereitgelegtes OP-Besteck deutet in der letzten Szene des Films darauf hin, dass er ihr ungeborenes Kind zur Welt holen will.

## Hintergrund
- Der Film wurde im Jahr 2009 im irischen County Donegal und im schwedischen Österlen gedreht.
- Wake Wood war der erste Kinofilm der Hammer-Produktion seit mehr als dreißig Jahren.

## Veröffentlichung
Seine Weltpremiere feierte Wake Wood auf dem Lund International Fantastic Film Festival in Schweden. Kinostart im Vereinigten Königreich und in Irland war am 25. März 2011, bereits drei Tage später erfolgte die Veröffentlichung auf DVD. In Deutschland erschien der Film am 27. Mai 2011 direkt auf DVD und Blu-ray Disc.

## Kritiken
Bei Rotten Tomatoes erhielt der Film eine Bewertung von 80 %.
Prisma sah eine „ungemein atmosphärische Inszenierung auf den Spuren von Stephen Kings "Friedhof der Kuscheltiere"“.
Cinema fand, der „archaische Voodoo-Zauber im englischen Hinterland“ sorge für „drastische Schreckmomente und ein twistreiches Finale“.